# Virgílio de Morais
Virgílio Augusto de Morais (Sobral, 21 de dezembro de 1845 - Fortaleza, 6 de maio de 1914), foi um advogado, promotor, jornalista e escritor brasileiro.

## Biografia
Filho do Major Manuel Francisco de Morais e de D. Carlota Maria da Glória de Morais, O pai era pernambucano e o mandou estudar em Recife, onde cursou o Ginásio Pernambucano, onde fez os preparatórios, e, depois, a Faculdade de Direito de Recife, nesta recebendo o diploma de bacharel em ciências jurídicas e sociais, no ano de 1867.
Exerceu as funções de Promotor de Justiça de Baturité, Procurador da Fazenda Provincial, Diretor da Instrução Pública e professor do Liceu do Ceará e um dos fundadores da Faculdade de Direito do Ceará, da qual foi um dos primeiros professores. Com Pergentino da Costa Lobo redigiu a ‘Gazeta Forense’, fundada em Fortaleza no ano de 1876. Jurisconsulto, especializado em Direito Comercial, e advogado criterioso, conquistou merecido renome perante os seus conterrâneos. Amava as letras jurídicas e as belas letras.
Mordomo da Santa Casa de Misericórdia, foi um dos fundadores do Instituto do Ceará, membro e fundador da Academia Cearense de Letras, publicou vários trabalhos, escritos por exigências da sua profissão de causídico. O seu nome ilustre está mencionado nas ‘Memórias de Viagem de D. Pedro II pelas províncias do Norte’, à pág. 120, II volume, conforme refere Guilherme Studart no seu ‘Dic. Bio-Bibliográfico Cearense’. Faleceu de aneurisma da aorta ás 8 horas da noite de 6 de Maio de 1914.

## Obras principais
- Responsabilidade Civil do Estado,
- Jurisprudência - Juízo Arbitral,